# Gábor Szarvas
Gábor Szarvas (Újpest, 18 novembre 1943 – Budapest, 3 gennaio 1992) è stato un sollevatore ungherese che ha gareggiato nella categoria dei pesi medi.

## Carriera
Ha partecipato alle Olimpiadi di Monaco di Baviera nel 1972, classificandosi al sesto posto e vincendo un argento mondiale nello slancio. Partecipò ai campionati mondiali ed europei del 1969 a Varsavia (conquistando due argenti), del 1970 a Columbus e Szombathely (vincendo un bronzo e un argento) e il campionato europeo del 1971 a Sofia, vincendo un terzo argento consecutivo.
Scomparve nel gennaio del 1992 all'età di 48 anni.